# 洪爽義
洪 爽義（ほん あきよし、本名: 洪 奭義〈ホン ソッギ、韓国語: 홍 석의〉、1986年8月10日 - ）は、関西棋院所属の囲碁棋士。五段。韓国の全羅南道木浦市出身、森野節男九段門下。

## 経歴
小学1年生、6歳の頃に父親から教わって囲碁を始めた。韓国でも各種アマチュア棋戦で優勝するなど強豪アマとして活躍したが、一方で郷里を離れてまで囲碁の勉強に勤しむことには抵抗があり、韓国棋院で院生になることはなかった。京畿大学在学中の2008年には、第6回世界学生囲碁王座戦で準優勝。父親からは囲碁だけではいけないとして日本語も教わっており、大学では日本語や日本文学を専攻した。
2011年4月、日本文学の勉強や囲碁普及のために渡日。日本のアマチュア棋戦では朝日アマ名人戦で2011-2014年4連覇、アマ竜星戦で2012-2014年3連覇、アマ本因坊戦で2013-2014年2連覇と各タイトルを総なめにした。アマチュアタイトル保持により出場した阿含・桐山杯では、第20期（2013年）・第21期（2014年）ともプロアマ混合の予選を突破し本戦に進出。アマ竜星戦優勝により出場した2014年の第24期竜星戦でも、本戦ブロックでプロを相手に7連勝し決勝トーナメントに進出している（1回戦で趙治勲九段に敗退）。
2015年4-5月、関西棋院の研修棋士試験を受け、渡辺貢規初段・谷口徹二段に連勝（ともに互先）。同年7月1日付で、研修棋士として28歳で入段を果たす。棋士登録名は洪爽義とした。
2017年、第43期碁聖戦で自身初の七大棋戦本戦進出（1回戦で張栩九段に敗退）。第20回本因坊秀策杯（非公式戦）で優勝。2019年には第45期天元戦で本戦ベスト8まで進出した（準々決勝で余正麒八段に敗退）。
2020年には第45期棋聖戦Cリーグで5勝0敗の首位となり、挑戦者決定トーナメントに進出。Bリーグ1位の芝野虎丸九段に挑んだが敗退。2021年の第46期棋聖戦B1リーグでは5勝2敗の2位となり、Aリーグへ昇格。
2022年、第48期天元戦では本戦ベスト4まで進出（準決勝で一力遼棋聖に敗退）。一方で、第47期棋聖戦Aリーグでは0勝7敗で降格と苦い結果になった。

## 棋歴

### 良績等
- 棋聖戦 挑戦者決定トーナメント進出（第45期）
- 天元戦 本戦ベスト4（第48期）、ベスト8（第45期）
- 本因坊秀策杯 優勝（第20回、非公式戦）

### 受賞歴
- 関西棋院賞 道玄賞（殊勲賞）1回（2019年）
- 同賞 連勝賞 1回（2017年）

### 昇段履歴
- 2015年7月 入段
- 2017年11月 二段
- 2019年10月 三段
- 2021年1月 四段
- 2022年1月 五段